# Aguarunas
De Aguarunas vormen een inheems volk in het noorden van Peru in het departement Amazonas aan de grens met Ecuador. Ze behoren tot de Jivaro volkeren, een groep van Amazonevolkeren die leven daar waar de Rio Cenepa uitkomt op de Rio Comaina, die samen een zijrivier vormen van de Marañón rivier.
De Aguarunas boden effectief weerstand tegen incorporatie binnen de Incacultuur en later ook tegen opgaan in het Spaanse Rijk. Tot ver in de jaren 1950 voorkwam deze houding dat ze opgingen in de Peruaanse nationale gemeenschap. Dit kwam zowel door hun reputatie van moedige onafhankelijkheidsstrijders al wel de lastige toegankelijkheid van hun woongebied. Volgens de volkstelling van 1993 telde het volk ruim 45.000 personen

## Taal
De Aguarunas zijn op het gebied van taal en cultuur nauw verwant met de Shuar (Jívaro) in Ecuador.
Hun taal behoort tot de Jivarotalen en is verwant aan de Huambisataal. Hoewel veel Aguarunas ook Spaans spreken is er tot heden geen achteruitgang van de eigen taal te zien. Kinderen leren op hun eigen scholen lezen en schrijven in de moedertaal. Volgens SIL International gebruiken de meeste Aguarunas hun eigen taal bij het onderlinge verkeer.

## Leefwijze
De woonplaatsen van de Aguarunas (yáakat) worden op traditionele wijze uit hout, bamboe en ander plantaardig materiaal gebouwd, zonder straten en pleinen en doorgaans langs rivieren. Ze leven van visserij, de jacht, het verzamelen van planten en vruchten en zwerflandbouw.
Tegenwoordig worden voor de verkoop ook rijst, koffie, cacao en bananen geteeld. Ook worden traditionele geneeskrachtige kruiden verkocht. 
Werkzaamheden voor mannen zijn het maken van textielproducten, korven en het maken van kano's; voor vrouwen het maken van potten en sieraden. Gemeenschappelijke werkzaamheden zijn bijvoorbeeld het bouwen van huizen voor jonge paren, verzorging van akkers en soms het zaaien van maniok en pinda's.

## Geschiedenis
De Spanjaarden begonnen de onderwerping van de Aguarunas in 1549 met de vestiging van de plaatsen Jaén de Bracamoros en het district Santa Maria de Nieva. Vijftig jaar later lukte het de Aguarunas om de Spanjaarden voor de komende paar honderd jaar te verdrijven. De volgende kolonisatie begon in de tijd van de republiek Peru met de vestiging van boeren in Borja vanaf 1865. Pogingen van Dominicanen en Jezuïten, de Aguarunas te bekeren, lukten niet. Sinds de jaren 1950 heeft een deel van hen door werkzaamheden van de SIL International uit de Verenigde Staten, het christelijk geloof aangenomen.

## Religie
De belangrijkste geesten van de Aguaruna zijn de zon (Etsa), moeder aarde (Núgkui; ook Pachamama), riviergeesten (Tsúgki) en de vader van de medicijnmannen (Bikut) die zich in verschillende hallucinogene planten verandert. Samen met het plantenbrouwsel Ayahuasca (Quechua: "Lianen van de doden") maakt het communicatie met de hogere wereld mogelijk.
Net als de Shuar waren ook de Aguaruna vroeger bekend om hun gekrompen hoofden (tsantsa).

## Huidige tijd
Vanaf het midden van de 20e eeuw wordt de leefwijze van de Aguarunas bedreigd door kolonisatie, de aanleg van wegen en mogelijke aardoliewinning. Daarnaast gaan de missie-activiteiten van het SIL verder. Anders dan bij andere etnische groepen is het de Aguarunas gelukt hun identiteit te bewaren en zich in politiek opzicht te organiseren. Ze hebben bijvoorbeeld in 1975 de Organización Central de Comunidades Aguarunas del Alto Marañón (OCCAAM) opgericht, en in 1977 de Consejo Aguaruna y Huambisa (CAH), samen met de verwante Huambisa. Ze speelden ook een vooraanstaande rol bij de oprichting van de internationale "Coördinatieraad voor inheemse organisaties in het Amazonegebied". De Aguaruna Evaristo Nugkuag Ikanan was hiervan een aantal jaren voorzitter.
Midden jaren 1990 slaagden de Aguarunas erin, een nieuw verdrag met het farmacieconcern G. D. Searle & Company en botanici van de Washington University af te sluiten, nadat het vorige verdrag erop uitliep dat Searle de traditionele kennis van de Aguarunas over natuurgeneesmiddelen zonder belangrijke tegenprestatie verkreeg. In het nieuwe verdrag behouden de Aguarunas het intellectuele eigendomsrecht van hun kennis, waarvoor de onderneming een licentie betaalt.